# Флаг Озёрного
Флаг закрытого административно-территориального образования Озёрный Тверской области Российской Федерации — опознавательно-правовой знак, служащий официальным символом муниципального образования и символом его общественно-исторического и административного статуса наряду с гербом.
Флаг утверждён 21 мая 2003 года и внесён в Государственный геральдический регистр Российской Федерации с присвоением регистрационного номера 1254.

## Описание
«Прямоугольное голубое полотнище с соотношением ширины к длине 2:3, несущее в центре изображение трёх вертикально расположенных белых стрел и под ними вдоль нижнего края зелёную полосу, отделённую узкой белой полосой».

## Символика
Голубой цвет (лазурь) символизирует честность, верность и безупречность. Зелёный цвет считается символом земного богатства и красоты природы. Он связан со свежестью и весной, радостью и надеждой. Кроме того, голубой (лазоревый) цвет символизирует озёрный край севера Тверской области и чистое небо, а зелёный — красоту природы Тверского Верхневолжья. Белый цвет (серебро) знаменует собой чистоту помыслов и поступков.
Тонкий серебряный пояс считается символом соединения, соединяя небо и землю. Однако пояс в символике свидетельствует и о готовности к переменам, и символизирует соблюдение норм. Пояс считается символом защиты от оружия и нападения, что в сочетании со стрелами создаёт впечатление полноты и завершённости геральдической композиции.
Три вертикальные стрелы символизируют, как и всякая вертикаль, активность, утверждение и устойчивость. Сама стрела — традиционное оружие дальнего действия, которое пронзает врага. Последнее значение стрелы восстанавливается сегодня силуэтом ракет с острой боеголовкой и стабилизирующими плоскостями в хвостовой части. Таким образом, стрела символизирует импульс, быстроту, угрозу и целенаправленность точного оружия, которое служит защите нашей Родины. Троичность стрел символизирует силу, сообщаемую единством, знаком которой является число три, ибо отдельную стрелу легко сломать.